# 목포제일여자고등학교
목포제일여자고등학교(木浦第一女子高等學校)는 대한민국 전라남도 목포시 옥암동에 있는 공립 고등학교이다.

## 학교 연혁
- 1966년 12월 23일 : 목포제일여자종합고등학교 설립인가
- 1967년 3월 5일 : 목포제일여자종합고등학교 개교
- 1972년 12월 18일 : 목포제일여자고등학교로 학칙 변경
- 1979년 9월 15일 : 온금동 교사(校舍)로 이전
- 2002년 9월 1일 : 옥암동 교사(校舍)로 이전
- 2024년 3월 1일 : 제22대 서영길 교장 부임
- 2025년 2월 6일 : 제56회 156명 졸업(총 17,171명)
- 2025년 3월 4일 : 신입생 입학 171명

## 참고 자료
- 목포제일여자고등학교 - 한국교육학술정보원 학교알리미